# Captain Hook (Megan Thee Stallion)
Captain Hook è un singolo della rapper statunitense Megan Thee Stallion, pubblicato il 10 marzo 2020 come secondo estratto dal terzo EP Suga.

## Descrizione
È composto in chiave Si bemolle minore ed ha un tempo di 164 battiti per minuto.

## Classifiche
| Classifica (2020) | Posizione massima |
| ----------------- | ----------------- |
| Stati Uniti       | 74                |